# NGC 7329
NGC 7329 is een balkspiraalstelsel in het sterrenbeeld Toekan. Het hemelobject werd op 20 juli 1835 ontdekt door de Britse astronoom John Herschel.

## Synoniemen
- ESO 109-12
- AM 2236-664
- IRAS 22369-6644
- PGC 69453